# Carex macilenta
Carex macilenta är en halvgräsart som beskrevs av Fredrik Frederick Nylander. Carex macilenta ingår i släktet starrar, och familjen halvgräs. Inga underarter finns listade i Catalogue of Life.